# Sean Maitland
Sean Daniel Maitland (* 14. September 1988 in Tokoroa, Neuseeland) ist ein schottischer Rugby-Union-Spieler neuseeländischer Herkunft. Er spielt auf den Position des Außendreiviertels und des Schlussmannse für den englischen Verein Saracens und für die schottische Nationalmannschaft. Sein gleichaltriger Cousin Quade Cooper ist Rugby-Union-Nationalspieler für Australien. Zu seinen Erfolgen gehören fünf neuseeländische Meistertitel mit der Canterbury Rugby Football Union sowie drei englische Meistertitel und ein Europapokalsieg mit den Saracens.

## Biografie

### Vereinskarriere
Maitland absolvierte die Hamilton Boys' High School in Hamilton, an der er Rugby spielte und auch Leichtathletik betrieb. Seine Großeltern väterlicherseits stammten aus Glasgow und waren in den 1960er Jahren von Schottland nach Neuseeland ausgewandert. Mütterlicherseits ist er samoanischer und maorischer Herkunft. Ab 2006 spielte er für die Auswahl des Regionalverbands Canterbury Rugby Football Union in der National Provincial Championship. Sein Debüt mit den Crusaders in der Profiliga Super 14 folgte am 15. Februar 2008 in einem Spiel gegen die Brumbies. Am 10. März 2011 erzielte er in einem weiteren Spiel gegen die Brumbies vier Versuche und egalisierte damit den Rekord für die meisten Versuche in einem Ligaspiel.
Obwohl er für die Crusaders nicht weniger als 24 Versuche erzielte, erhielt Maitland aufgrund der starken Konkurrenz auf seiner Position nie ein Aufgebot für die neuseeländische Nationalmannschaft. Er sah für sich in Neuseeland keine Perspektive mehr und wechselte deshalb im Oktober 2012 nach Schottland zu den Glasgow Warriors in der Pro12. Mit dieser Mannschaft feierte er den Pro12-Meistertitel in der Saison 2014/15. Im Januar 2015 gab er seinen bevorstehenden Wechsel zum englischen Verein London Irish bekannt. Dort blieb er jedoch nur ein Jahr lang, denn vor Beginn der Saison 2016/17 wurde er von den Saracens verpflichtet. Maitland selbst sagte, dass er ein Angebot erhalten habe, das er nicht habe ausschlagen können.
Mit den Saracens feierte Maitland etliche Erfolge, darunter 2018, 2019 und 2023 den englischen Meistertitel. Im Meisterschaftsfinale 2019 erzielte er beim dramatischen 37:34-Sieg gegen die Exeter Chiefs einen von fünf Versuchen seiner Mannschaft. Er stand auch im Finale des European Rugby Champions Cup der Saison 2018/19 im Einsatz, in dem er mit einem Versuch am 20:10-Sieg gegen Leinster maßgeblich beteiligt war. Das für die Saracens erfolgreiche Champions-Cup-Finale 2017 hatte er wegen einer Knöchelbandverletzung verpasst.

### Nationalmannschaft
Maitland gehörte mehreren neuseeländischen Juniorennationalmannschaften an. 2008 gewann er mit der U20-Auswahl die erstmals ausgetragene Juniorenweltmeisterschaft. 2010 spielte er dreimal für die Māori All Blacks, wobei er gegen Irland einen Versuch erzielte. Sein Wechsel zu den Glasgow Warriors bedeutete, dass er aufgrund der Herkunft seiner Großeltern sofort für die schottische Nationalmannschaft spielberechtigt war, ohne zuerst die sonst vorgeschriebene dreijährige Wohnsitzfrist abwarten zu müssen. Sein erstes Test Match für Schottland bestritt er am 2. Februar 2013 auswärts gegen England. Zwar brachte er seine Mannschaft mit einem Versuch in Führung, doch das Spiel ging letztlich deutlich mit 10:34 verloren. Im selben Jahr wurde Maitland in den Kader der British and Irish Lions für die Tour nach Australien berufen. Zu einem Einsatz in einem der drei Test Matches kam er jedoch nicht.
Maitland spielte bei der Weltmeisterschaft 2015 in den Vorrundenspielen gegen Japan, die Vereinigten Staaten und Samoa. Im verlorenen Viertelfinale gegen Australien wurde er kurz nach Beginn der zweiten Halbzeit vom Schiedsrichter wegen einer Regelwidrigkeit für zehn Minuten vom Platz gestellt. Bei der Weltmeisterschaft 2019 trat Maitland in den Gruppenspielen gegen Irland und Samoa an.

## Erfolge
Canterbury RFU:
- Meister National Provincial Championship: 2008, 2009, 2010, 2011, 2012

Crusaders:
- Finalist Super Rugby: 2011

Glasgow Warriors:
- Finalist Pro12: 2014

Saracens:
- Englischer Meister: 2018, 2019, 2023
- Sieger European Rugby Champions Cup: 2019
- Meister RFU Championship: 2021